# Jan Čaloun
Jan Čaloun (* 20. Dezember 1972 in Ústí nad Labem, Tschechoslowakei) ist ein ehemaliger tschechischer Eishockeyspieler und derzeitiger -trainer, der in seiner aktiven Zeit von 1990 bis 2010 unter anderem für die San Jose Sharks und Columbus Blue Jackets in der National Hockey League (NHL) gespielt hat.

## Karriere
Čaloun spielte zunächst in den Juniorenmannschaften des HC Chemopetrol Litvínov. Dort schaffte er zur Saison 1990/91 den Aufstieg in die Seniorenmannschaft, die in der Extraliga spielte. Nach vier Jahren in der höchsten tschechischen Liga wagte der Flügelstürmer den Sprung nach Nordamerika, wo er einen Vertrag bei den San Jose Sharks unterschrieb, die ihn bereits im NHL Entry Draft 1992 in der vierten Runde an 75. Stelle ausgewählt hatten.
Die Sharks setzten den Tschechen zunächst die gesamte Saison 1994/95 in der International Hockey League bei ihrem Farmteam, den Kansas City Blades ein, was auch an der Lockout-bedingten Verkürzung der NHL-Saison lag. In der Saison 1995/96 bestritt Čaloun elf Spiele für San Jose in der National Hockey League. Dort erzielte er elf Punkte, darunter acht Tore. Zudem waren seine ersten vier Torschüsse seiner NHL-Karriere zugleich Tore, womit er einen NHL-Rekord einstellte. Dennoch gelang es ihm nicht einen Stammplatz im Kader zu erhalten, und so wechselte er nach zwei weiteren Spielen in der NHL-Saison 1996/97 zur Spielzeit 1997/98 in die finnische LiigaSM-liiga zu HIFK Helsinki. Dort blieb er vier Jahre lang und gewann einen Meistertitel sowie einmal die Lasse-Oksanen-Trophäe als wertvollster Spieler er Liga.
Nachdem die San Jose Sharks seine Rechte jedoch an die Columbus Blue Jackets abgegeben hatten, kehrte er 2000 nach Nordamerika zurück, wo er aber bereits nach kurzer Zeit seinen Vertrag auflöste und für den Rest der Spielzeit nach Helsinki zurückkehrte. Zur Saison 2001/02 wechselte er innerhalb der Liga für drei Jahre zu den Espoo Blues. Zu Beginn der Saison 2004/05 unterschrieb Čaloun bei seinem Stammverein in Litvínov, ging aber noch während des Spieljahres in die russische Superliga und lief dort für Sibir Nowosibirsk und Sewerstal Tscherepowez auf. Ab der Saison 2005/06 spielte er wieder in Tschechien für HC Moeller Pardubice. Im Sommer 2007 wechselte er zum Aufsteiger HC Slovan Ústečtí Lvi, bei dem er auch nach dem direkten Wiederabstieg ein Jahr lang blieb. Als Leihspieler kam er in der Saison 2008/09 zudem zu zwei Einsätzen in der Extraliga für einen Ex-Verein HC Litvínov. Zuletzt spielte er in der Saison 2009/10 beim Zweitligisten HC Vrchlabí. Anschließend beendete er seine Karriere.
Zur Saison 2011/12 übernahm Jan Čaloun beim HC Slovan Ústečtí Lvi den Posten des Assistenztrainers, später des Cheftrainers. Ab der Spielzeit 2014/15 fungierte Čaloun mit Unterbrechungen in Personalunion als Trainer und Sportdirektor. In der Saison 2022/23 wechselte Jan Čaloun nach Deutschland und übernahm die U15- und später die U17-Mannschaft des ESC Dresden.

### International
Čaloun vertrat die tschechische Nationalmannschaft das erste Mal bei der Junioren-Weltmeisterschaft 1992, wo er mit der Mannschaft den fünften Platz belegte. In den Folgejahren spielte er für das Senioren-Team bei den Weltmeisterschaften 1993 und 1999. Dort gewann er eine Bronze- und eine Goldmedaille. Zudem spielte er beim olympischen Eishockeyturnier in Nagano 1998, wo die Tschechen sensationell Gold gewannen, nachdem sie Russland im Finale geschlagen hatten.

## Erfolge und Auszeichnungen
| - 1997 Teilnahme am AHL All-Star Classic - 1997 AHL Second All-Star Team - 1998 Finnischer Meister mit HIFK Helsinki - 1999 Lasse-Oksanen-Trophäe | - 1999 Veli-Pekka-Ketola-Trophäe - 1999 SM-liiga First All-Star Team - 2000 SM-liiga First All-Star Team |

### International
- 1993 Bronzemedaille bei der Weltmeisterschaft
- 1998 Goldmedaille bei den Olympischen Winterspielen
- 1999 Goldmedaille bei der Weltmeisterschaft